# 海洋熱浪

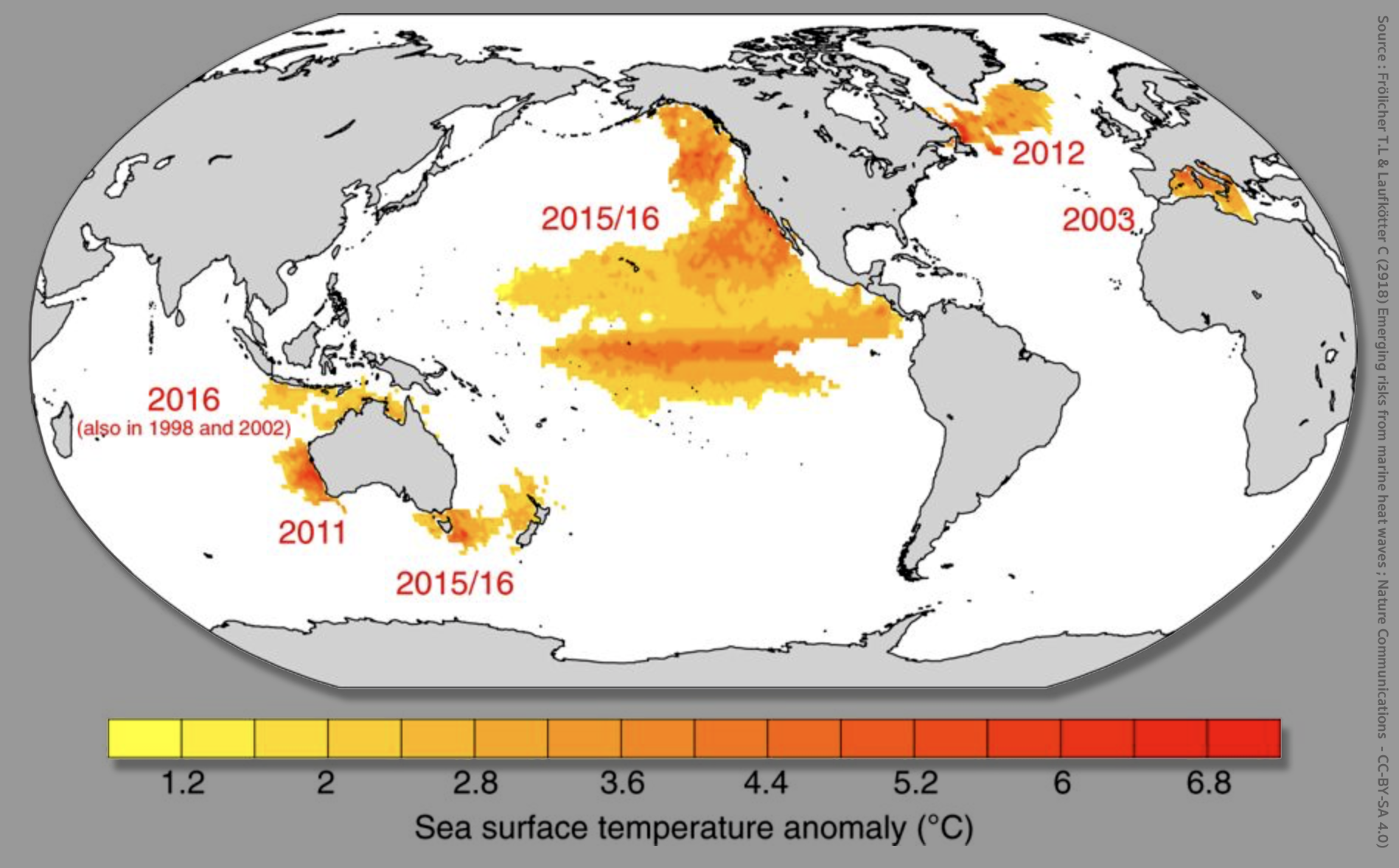
1982年至2016年間海洋熱浪的一些例子。

海洋熱浪（英語：Marine heatwave；簡稱：MHW）是指特定海域的溫度高於該季節平均溫度的現象。海洋熱浪可能由多種因素引發，包括鋒面等短期天氣現象、厄爾尼諾事件等季節性、年度或十年模式，以及氣候變化等長期變化。海洋熱浪可能衝擊生物多樣性，例如造成珊瑚白化、海星消耗性疾病、海洋生物大規模死亡，或產生有害藻華。與陸地上的熱浪不同，海洋熱浪可以延伸數百萬平方公里，持續數周至數月甚至數年。
重大海洋熱浪事件，如2002年大堡礁熱浪、2003年地中海熱浪、2012西北大西洋熱浪和2013-2016東北太平洋熱浪都對這些地區的海洋和生物條件產生了巨大和長期的影響。
2022年IPCC第六次評估報告指出，至少自2006年以來，甚至自1980年代以來，海洋熱浪更加頻繁、更加強烈，且持續時間更長，很可能歸因於人為氣候變化。:381這證實了早期的發現，例如《2019年氣候變化中的海洋和冰凍圈特別報告》中指出：「幾乎可以肯定」全球海洋吸收了我們氣候系統中90%以上的多餘熱量，自1982年以來，海洋變暖的速度增加了一倍，海洋熱浪事件的頻率也增加了一倍。

## 定義
《IPCC第六次評估報告》對海洋熱浪的定義如下：「在一段時間內，水溫相對於歷史上該季節的溫度而言異常溫暖，並且這種極端溫度持續數天至數月。此現象可以在海洋的任何地方發生，規模可達處千公里。」
另一份出版物對異常溫暖事件的定義如下：如果一個事件持續五天或更長時間，且溫度高於基於30年歷史基準期的第90百分位數，則被視為海洋熱浪。

## 類型

海洋熱浪的分類

對海洋熱浪的定量和定性分類確立了海洋熱浪事件的命名系統、類型和特徵。
命名部分採用地點和年份，如Mediterranean 2003 （2003年地中海熱浪）。這使得研究人員能夠比較每個事件的驅動因素和特徵，以及海洋熱浪的地理和歷史趨勢，並且能夠在發生海洋熱浪事件時輕鬆的溝通。
至於規模分類，則有第1級至第4級。1類為中等事件，2類為強烈事件，3類為嚴重事件，4類為極端事件。該分級系統主要以海面溫度異常作為定義指標。但隨著時間的推移，它逐漸包括類型和特徵。
海洋熱浪的類型有對稱型、緩慢型、快速型、低強度型和高強度型。海洋熱浪事件可能有多種類型，例如同時為緩慢、高強度。海洋熱浪事件的特徵包括持續時間、強度（最大值、平均值、累積）、緩解速度、影響區域和頻率。
人們在海洋表層研究海洋熱浪十多年，但它們未必只在表層發生，有時也可以發生在海床。

## 成因

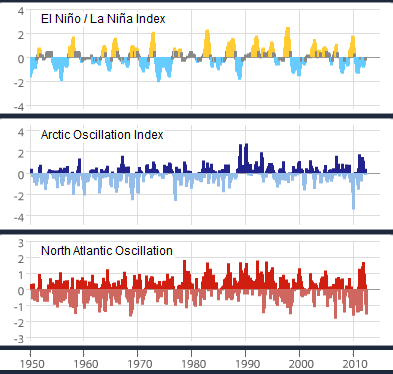
這張圖片展示了1950年至2012年之間的三個氣候變異的示例：聖嬰 - 小女孩振盪、北極振盪和北大西洋振盪。

海洋熱浪事件的成因可以分為在地性、遙相關和區域氣候模式。有兩種對這些成因的定量測量，以識別海洋熱浪、平均海面溫度和海面溫度變化。
在區域層面，海洋熱浪事件主要由海洋平流、海氣通量、溫躍層穩定性和風應力主導。而遙相關指的是地理上與遙遠區域互相關聯的氣候和天氣模式。對於海洋熱浪來說，遙相關中以大氣阻塞/下沉、噴射氣流位置、海洋克爾文波、區域風應力、地表氣溫以及季節性氣候振盪為主要因素。這些過程導致了區域性暖化趨勢，顯著影響著西邊界洋流。
厄爾尼諾-南方濤動現象等十年期振盪一類區域氣候模式導致了東北太平洋斑點等海洋熱浪事件。
在生物地理區域或整個地球範圍內作用的成因包括十年級振盪，如太平洋十年級振盪，以及由於氣候變遷導致的海洋暖化。
兩半球中緯度碳匯海域和熱帶太平洋上升流區碳排放區已被確定為持續性海洋熱浪發生區。目前正在研究這些區域空氣-海洋氣體交換現象。

### 氣候變遷的驅動
科學家預測海洋熱浪的頻率、持續時間、範圍和強度將繼續增加。:1227 這是因為海面溫度將隨著全球暖化繼續上升，因此海洋熱浪的頻率和強度也將增加。海洋暖化的程度取決於溫室氣體排放情形，因此與人類習習相關。簡言之，溫室氣體排放越多（或減緩措施越少），海表面溫度上升就越多。科學家已經計算出以下數據：在低排放情景（稱為SSP1-2.6）下，平均海表面溫度將相對較小（但仍然顯著）的增加0.86°C。但在高排放情景（稱為SSP5-8.5）下，溫度增加將高達2.89°C。:393
在低排放情景下對海洋熱浪的預測是，它們可能在2081年至2100年比1995年至2014年間「頻率增加四倍」，而在較高排放情景下則可能增加八倍。:1214這些排放情景被稱為共享社會經濟路徑（SSP）。這些預測使用一種名為CMIP6的數學模型進行。這些預測是針對未來時段（2081年至2100年）的平均值，與過去時段（1995年至2014年）的平均值進行比較。:1227
許多物種在海洋熱浪事件過程中已經歷了這些溫度變化。隨著全球平均溫度和極端高溫事件的增加，沿海和內陸社區面臨著許多增加的風險和健康影響。

## 事件列表
自1904年以來，英國伊林港就有海面溫度記錄並通過NOAA、NASA等全球組織繼續測量。可以確定從1925年至今發生的事件。 然而下面的列表並不能完整代表已記錄的所有海洋熱浪事件。
| 名稱                             | 分類 | 持續時間（天） | 強度（°C） | 面積（百萬平方公里） | 参考來源                   |
| -------------------------------- | ---- | -------------- | ---------- | -------------------- | -------------------------- |
| 1999地中海熱浪                   | 1    | 8              | 1.9        | 不適用               | [ 2 ] [ 7 ]                |
| 2003地中海熱浪                   | 2    | 10             | 5.5        | 0.5                  | [ 21 ] [ 2 ] [ 7 ]         |
| 2003地中海熱浪                   | 2    | 28             | 4.6        | 1.2                  | [ 21 ] [ 2 ] [ 7 ]         |
| 2006地中海熱浪                   | 2    | 33             | 4.0        | 不適用               | [ 21 ] [ 2 ] [ 7 ]         |
| 1999西澳大利亞                   | 3    | 132            | 2.1        | 不適用               | [ 21 ] [ 2 ] [ 29 ]        |
| 2011西澳大利亞                   | 4    | 66             | 4.9        | 0.95                 | [ 21 ] [ 2 ] [ 29 ]        |
| 2016大堡礁熱浪                   | 2    | 55             | 4.0        | 2.6                  | [ 21 ] [ 2 ] [ 13 ]        |
| 2015塔斯曼海熱浪                 | 2    | 252            | 2.7        | 不適用               | [ 21 ] [ 2 ]               |
| 2012西北大西洋熱浪               | 3    | 132            | 4.3        | 0.1–0.3              | [ 21 ] [ 2 ] [ 14 ] [ 30 ] |
| 2015東北太平洋熱浪（太平洋斑點） | 3    | 711            | 2.6        | 4.5–11.7             | [ 15 ] [ 16 ]              |
| 2018年南加州灣熱浪               | 3    | 44             | 3.9        | 不適用               | [ 31 ]                     |
| 2023東北大西洋熱浪               | 5    | 30             | 4.0-5.0    | 不適用               | [ 32 ]                     |

## 影響

### 對於海洋生態系
熱環境變化可能對陸地和海洋生物的健康產生嚴重影響。海洋熱浪事件已被證明會加劇棲息地退化、改變物種範圍分散度、使對環境和經濟具有重要意義的漁業的管理變得複雜，導致物種大規模死亡甚至重塑生態系統。
熱環境的改變不只早成棲息地退化，有時甚至會導致海草床、珊瑚和海帶森林等生物棲息地的完全喪失。這些棲息地原本是極富生物多樣性地方，甚至包含了海洋很大一部分的物種。洋流系統和當地熱環境的變化使許多熱帶物種的活動範圍向高緯度移動，而溫帶物種則失去了原有的空間。大範圍的變化以及有毒藻華的爆發已經影響了全球許多物種。隨著這些受影響物種跨越固有邊界遷移和食物鏈的變化，原有的秩序和規律日益凌亂。
生物多樣性下降與海面溫度的升高有關，例如2003年地中海熱浪中有25種底棲物種大規模死亡、亦有海星消耗性疾病和珊瑚白化事件。2015年至2019年，地中海與氣候變化相關的異常海洋熱浪導致連續五年大規模海洋生物死亡。更頻繁和更長時間的海洋熱浪事件的影響將對物種的分佈產生巨大影響。

#### 珊瑚白化
大多數的證據都證明高溫是造成珊瑚白化的主因，1979—1990年期間發生超過60種誘發珊瑚白化的因素。歷史上有紀錄首次發生大規模的珊瑚白化現象是在1980年代早期，而首次全球性的白化現象是從1997年夏季持續至1998年。
根據詹姆斯-庫克大學ARC珊瑚卓越研究中心休斯教授的說法，對湯斯維爾和巴布亞新幾內亞之間的大堡礁北部和中部84種珊瑚進行調查，有35%的珊瑚現在已死亡或正在死亡，由於全球暖化，連續第三年澳洲大堡礁出現大規模珊瑚白化現象。2016年，記錄了持續最久的珊瑚白化事件。 這起事件是由聖嬰現象引起。 在此期間，全球70%以上的珊瑚礁遭到破壞。

### 對於氣候模式
科學家正在研究海洋熱浪如何影響大氣條件。研究發現，印度洋的海洋熱浪導致印度次大陸中部出現乾燥條件。同時，印度半島南部的降雨量在北孟加拉灣的海洋熱浪影響下有所增加。這些變化是海洋熱浪影響季風的連鎖效應。

## 緩解方案

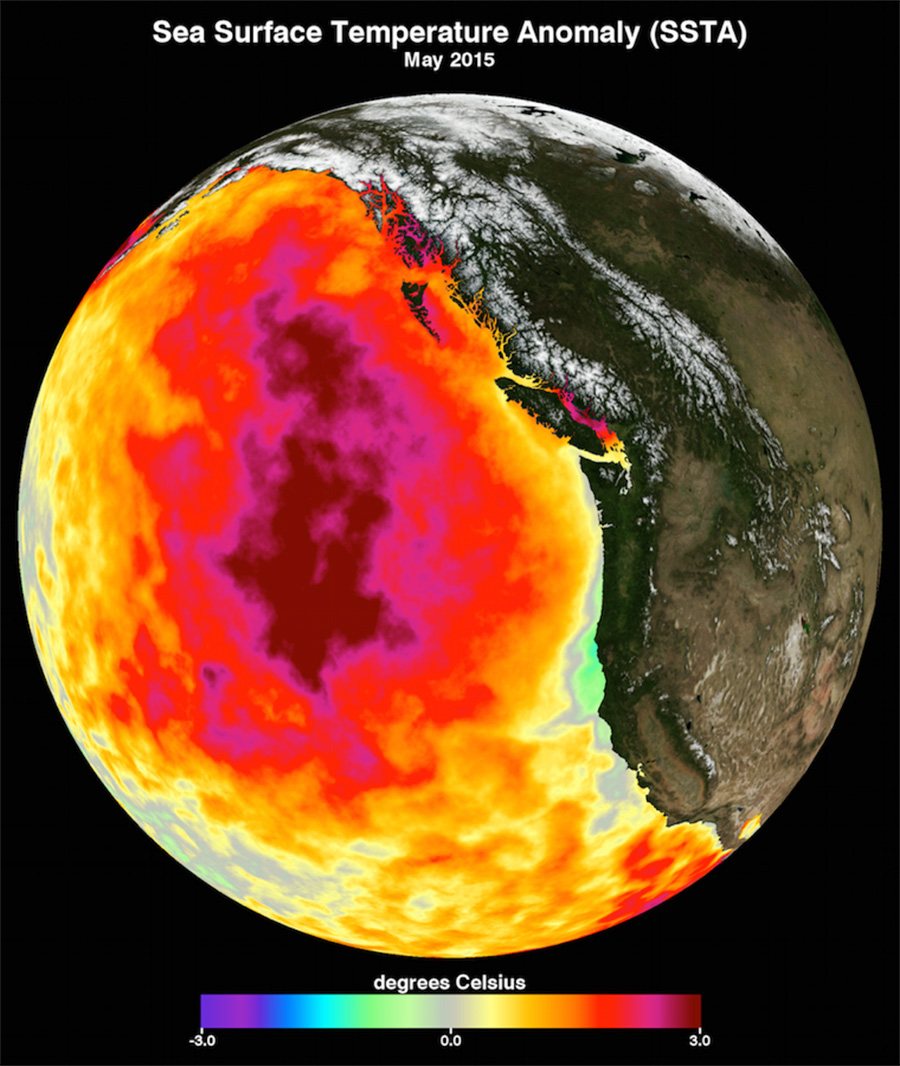
2013年至2016年在東北太平洋發生的被稱為“Blob”的海洋熱浪。

為了解決更頻繁和更強烈的海洋熱浪的根本原因，需要減緩氣候變遷以遏制全球氣溫和海洋溫度的上升。
更好的海洋熱浪預測和先進的監測技術也能幫助減輕這些熱浪帶來的影響。:417